# Khadija Chbani
Khadija Chbani, née le 26 juillet 1983, est une épéiste marocaine.

## Carrière
Elle est médaillée d'argent par équipe et médaillée de bronze individuelle aux Championnats d'Afrique d'escrime 2006 à Casablanca.